# Iuskivți, Lohvîțea
Iuskivți (în ucraineană Юсківці) este un sat în comuna Luka din raionul Lohvîțea, regiunea Poltava, Ucraina.

## Demografie
Componența lingvistică a localității Iuskivți
     Ucraineană (97,88%)
     Rusă (1,49%)
     Alte limbi (0,42%)
Conform recensământului din 2001, majoritatea populației localității Iuskivți era vorbitoare de ucraineană (97,88%), existând în minoritate și vorbitori de rusă (1,49%).